# Bradleystrandesia columbiensis
Bradleystrandesia columbiensis är en kräftdjursart som först beskrevs av Dobbin 1941.  Bradleystrandesia columbiensis ingår i släktet Bradleystrandesia och familjen Cyprididae. Inga underarter finns listade.